# یواس‌ان‌اس مئزر (تی-ای‌جی‌اوآر-۱۱)
یواس‌ان‌اس مئزر (تی-ای‌جی‌اوآر-۱۱) (به انگلیسی: USNS Mizar (T-AGOR-11)) یک کشتی بود که طول آن ۲۶۶ فوت (۸۱ متر) بود. این کشتی در سال ۱۹۵۷ ساخته شد.